# Григоревский, Илья Власович
Илья Власович Григоревский — советский хозяйственный деятель, Герой Социалистического Труда.

## Биография
Родился в 1912 году на хуторе Красном. Член КПСС.
С 1936 года — на хозяйственной работе. В 1936—1972 гг. — комбайнёр местного совхоза «Красное», участник Великой Отечественной войны, командир отделения 410-го отдельного сапёрного батальона (242-я горно-стрелковая дивизия, 3-й гвардейский горно-стрелковый корпус, отдельная Приморская армия), комбайнёр Красносельской машинно-тракторной станции Штейнгартовского района Краснодарского края,
Указом Президиума Верховного Совета СССР от 17 июля 1951 года присвоено звание Героя Социалистического Труда с вручением ордена Ленина и золотой медали «Серп и Молот».
Умер в Ростове-на-Дону в 1979 году.